# Franz Gallus Sündermahler
Franz Gallus Sündermahler (* 9. November 1755 in Heusenstamm; † 25. März 1840 in Würzburg) war ein deutscher Jurist und Beamter.

## Leben
Franz Gallus Sündermahler entstammte einer Beamtenfamilie die durch die Schwester Anna Maler von Lucas Cranach dem Älteren begründet wurde, nachdem diese 1528 Bartholomäus Sunder geheiratet hatte.
Franz Gallus Sündermahler wurde als Sohn des Beamten Johann Adam Ignaz Sündermahler (* 11. Juni 1718 in Staffelstein; † 6. Juli 1783), der in Diensten des Grafen Joseph Franz Bonaventura von Schönborn-Wiesentheid stand, und dessen Ehefrau Maria Theresia (* 25. Dezember 1730 in Würzburg; † 1793), geb. Sartorius, eine Tochter des Hofkammerrates Johann Philipp Sartorius, geboren. Seine Schwester Josepha (1764–1810) heiratete den Strafrechtler Gallus Aloys Kaspar Kleinschrod (1762–1824).
Als sein Vater seine Laufbahn im Hochstift Würzburg fortsetzte, erhielt Franz Gallus Sündermahler die Möglichkeit, dort seine Ausbildung gemäß seinem Stand und seiner Fähigkeiten fortzusetzen. Er studierte an der Universität Würzburg Rechtswissenschaften und Kameralistik.
Am 5. März 1779 trat er die Stelle eines Amtskellers (Amtmann), Stadtschultheißen und Forstmeisters in Fladungen an.
1787 folgte er seinem Vater, der inzwischen nach Mellrichstadt befördert worden war, und wurde Nachfolger in dessen Amt. Als Beamter in Mellrichstadt stand er der Administration vor sowie der Polizei, dem Finanzwesen und der Justiz in erster Instanz, überwiegend im Schiedsrichteramt; er war Amtskeller, Zentgraf (Zent: eine politische Einheit, Untereinheit des Gaues), Spitalverwalter, Zöllner und Forstmeister zugleich.
Aufgrund seiner Amtsführung wurde der Fürstbischof Franz Ludwig von Erthal auf ihn aufmerksam. Dieser plante, das Schulwesen zu fördern, für die Verbreitung einer allgemeinen Bildung zu sorgen sowie die öffentliche Sicherheit durch die Verbesserung der Polizei zu fördern. Ebenso wollte er die Holzwirtschaft fördern, indem er die Ödungen (brachliegendes bebaubares Land) um Mellrichstadt mit Holz bepflanzen ließ. Er fand in Franz Gallus Sündermahler einen Beamten, der ihn hierbei mit Sachkenntnis und Nachdruck unterstützte.
Fürstbischof Georg Karl von Fechenbach, der inzwischen die Nachfolge des Fürstbischof von Erthal angetreten hatte, beförderte Franz Gallus Sündermahler 1799 zum fürstlichen Hofkammerrat.
Im Frieden von Lunéville am 8. Februar 1801 kündigte der Beschluss zur Aufhebung der geistlichen Fürstentümer das Ende der Hochstiftzeit an. 1802 erfolgte dann die Säkularisation der geistlichen Fürstentümer. Im Juni 1802 besetzten bayerische Truppen unter General Graf Georg August zu Ysenburg und Büdingen den Hochstift und mit dem Reichsdeputationshauptschluss von 1803 wurde der größte Teil des Hochstifts dem Kurfürstentum Bayern einverleibt. Für die Organisation aller Zweige der Verwaltung wurde eine Landesdirektion als Zentralstelle geschaffen und Franz Gallus Sündermahler wurde dort als Rat in der Finanzverwaltung angestellt. Er blieb in dieser Aufgabe auch unter der Regierung des Großherzogs von Würzburg Ferdinand III., der in den Jahren von 1806 bis 1814 das Großherzogtum Würzburg führte. Später wurde ihm die Leitung der 2. Deputation der Großherzoglichen Landesdirektion anvertraut, die sich mit „Polizeysachen“ befasste.
Nach dem fünften Regentenwechsel, Würzburg wurde wieder Bayern unterstellt, blieb er als Regierungsrat von 1814 bis 1826 im Amt, bis er mit dem Titel und Rang eines Regierungsdirektors in den Ruhestand versetzt wurde.

## Werke
- Ambrosius Egell; Franz Gallus Sundermahler: Observationes in historiam phsphororum naturalium. Materia tentaminis ex physica experimentali. Wirceburgi: Nitribitt, 1773.